# Werner Berg (Theologe)
Werner Berg (* 1940) ist ein deutscher römisch-katholischer Alttestamentler.

## Leben
Werner Berg wurde an der Ludwig-Maximilians-Universität München 1974 mit einer Dissertation über Die sogenannten Hymnenfragmente im Amosbuch zum Dr. theol. promoviert und habilitierte sich dort 1978 (Die Rezeption alttestamentlicher Motive im Neuen Testament. Dargestellt an den Seewandelerzählungen).
1984 wurde er zum Professor für die Exegese des Alten Testaments an die Ruhr-Universität Bochum berufen. Dort hatte er bis zu seiner Emeritierung 2004 den Lehrstuhl für Altes Testament inne.

## Schriften
- Die sogenannten Hymnenfragmente im Amosbuch. Bern 1979, ISBN 3-261-01479-2.
- Die Rezeption alttestamentlicher Motive im Neuen Testament. Dargestellt an den Seewandelerzählungen. Freiburg im Breisgau 1979, ISBN 3-8107-2029-1.
- mit Josef Scharbert: Ausgewählte Themen der Einleitung in das Alte Testament. München 1981 (= Ludwig-Maximilians-Universität München, Lehrstuhl für Theologie des Alten Testaments: Skripten des Lehrstuhls für Theologie des Alten Testaments, Heft 4).
- mit Josef Scharbert: Schöpfung. Exodus. München 1983 (= Ludwig-Maximilians-Universität München, Lehrstuhl für Theologie des Alten Testaments: Skripten des Lehrstuhls für Theologie des Alten Testaments, Heft 6).
- Urgeschichte des Glaubens. Genesis. Verlag Katholisches Bibelwerk, Stuttgart 1985, ISBN 3-460-25011-9.
- Jenseitsvorstellungen im Alten Testament mit Hinweisen auf das frühe Judentum. In: Albert Gerhards (Hrsg.): Die größere Hoffnung der Christen. Eschatologische Vorstellungen im Wandel (= Quaestiones disputatae, Bd. 127). Herder, Freiburg im Breisgau 1990, ISBN 3-451-02127-7, S. 28–58.